# 孟潭寺
孟潭寺為高棉帝国時期建造的印度教寺廟，位於泰国武里南府巴坤猜縣，距離柬埔寨邊境不遠處。孟潭寺推測建於10至12世紀，主祀湿婆，於2019年列為泰國世界遺產的預備名單。

## 建築
孟潭寺位於帕儂藍歷史公園東南方約8公里，寺廟為長方形，長127公尺，寬120公尺，以磚、紅土、砂岩三種材料構成。建築風格混合吳哥的巴普昂寺與喀霖寺。孟潭寺與其他高棉寺廟一樣面向東方，寺廟的中心有五座塔，排成兩排，前排有三座，中間的一座為主塔；後排有兩座較小的塔。主塔已經損毀，只剩下地基，其餘四座塔仍存在，但亦有部分損毀。主塔周邊圍繞四個L型的水池，這樣的布局代表著印度教的聖山冈仁波齐峰及其四大主要河流的神話概念。寺廟的周邊有一道外牆，高3.75公尺；五座塔的周邊有一道內牆。外牆與內牆的四面中央各有一座瞿布羅。寺廟北邊有一座巨大的水池，稱為孟潭海，長1,090公尺，寬510公尺。
孟潭寺的淺浮雕描繪了濕婆、黑天、毗湿奴與其他印度教諸神的神話故事。根據考古研究發現，當地有人類居住地的遺跡，內部發現的器物與孟潭寺有關聯。

## 考古與保護
19世紀晚期法國探險家艾蒂安·艾莫尼爾在著作中有提到孟潭寺。1929年泰國開始進行孟潭寺古蹟研究，1935年泰國藝術廳將孟潭寺列為古蹟，1990年開始進行古蹟修復，於1996年完成，並設立孟潭寺歷史公園。孟潭寺歷史公園在2019年列為泰國世界遺產的預備名單。

## 圖集

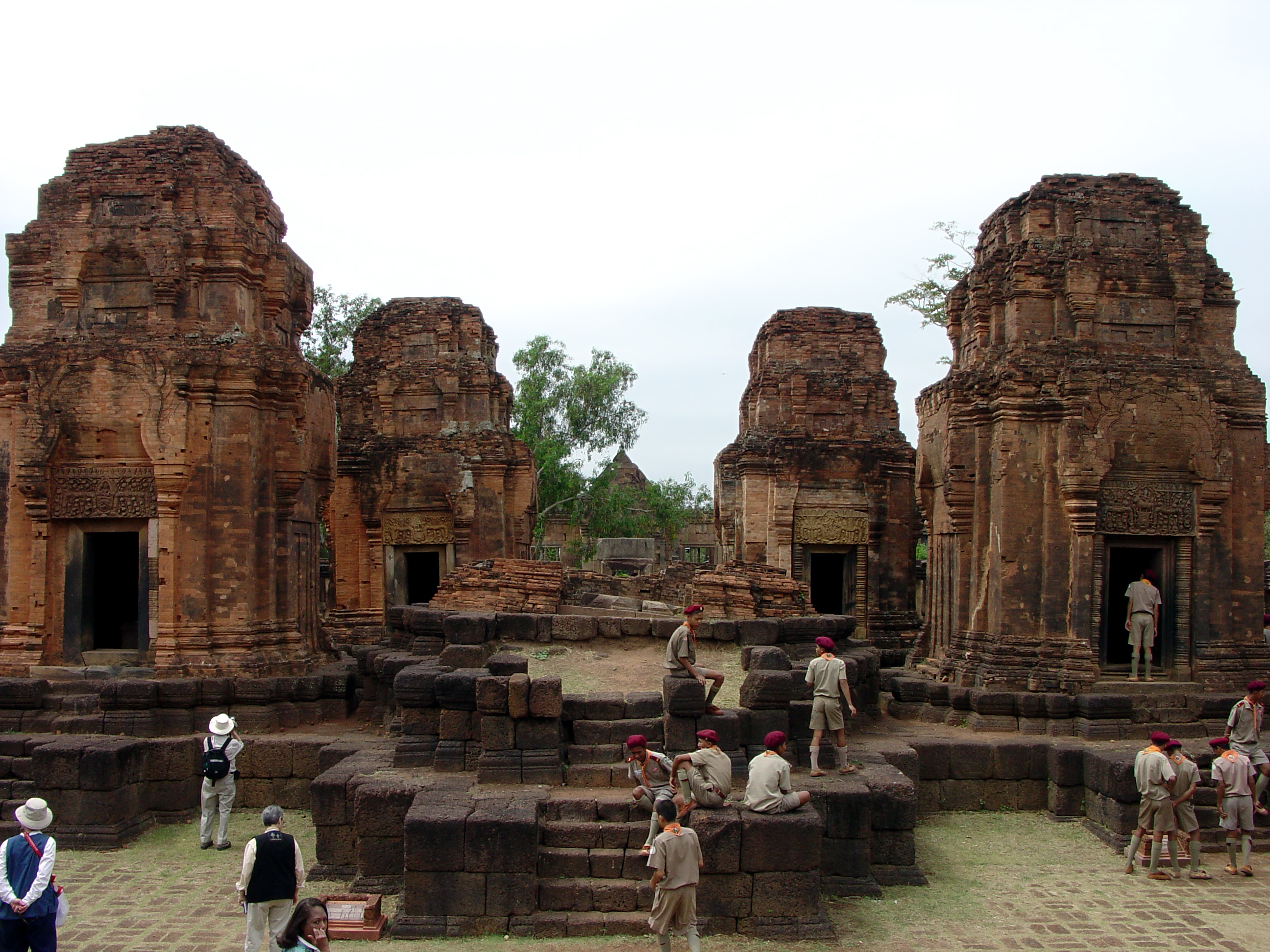
寺廟中心的塔，中央主塔已經損毀
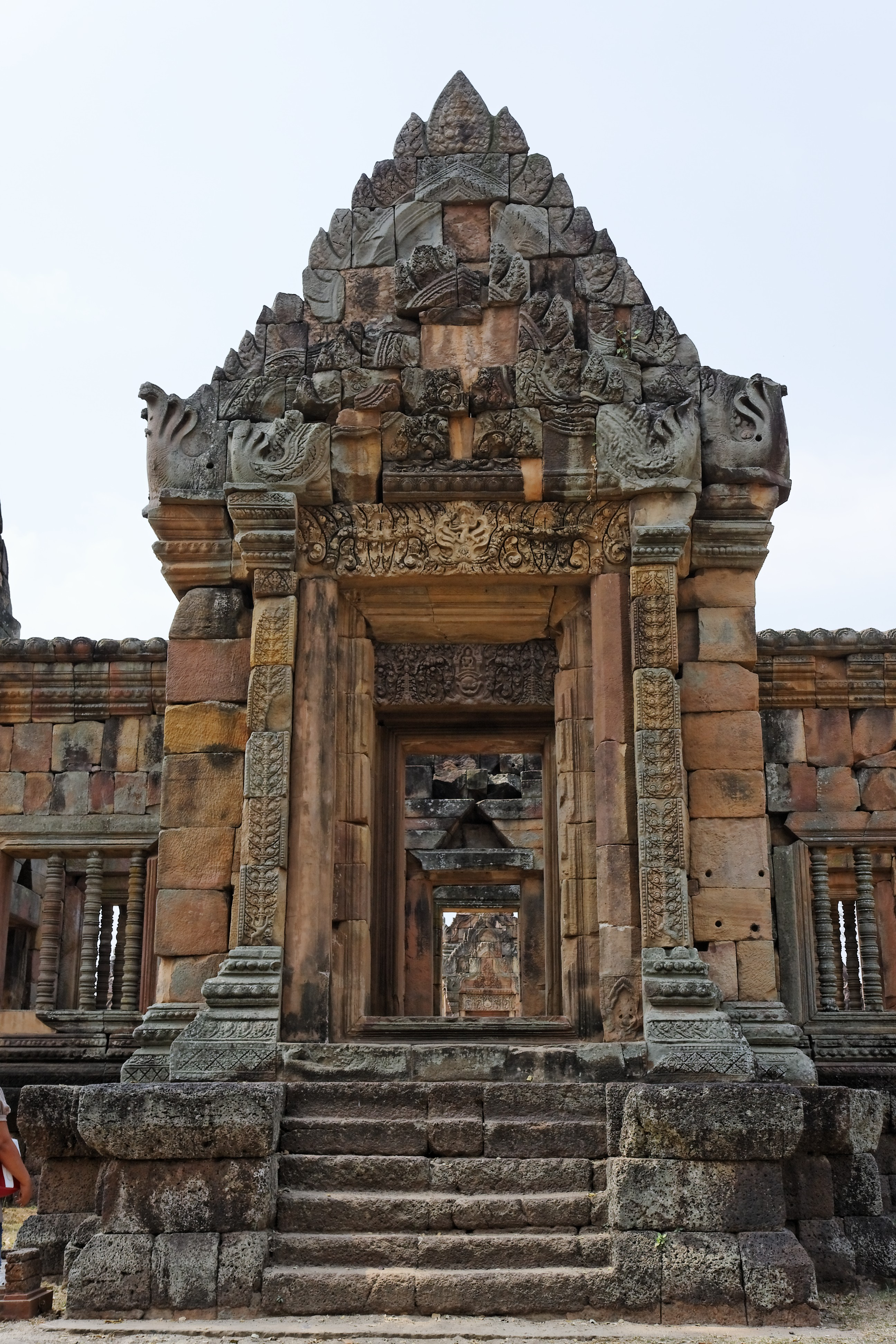
圍牆中央的瞿布羅
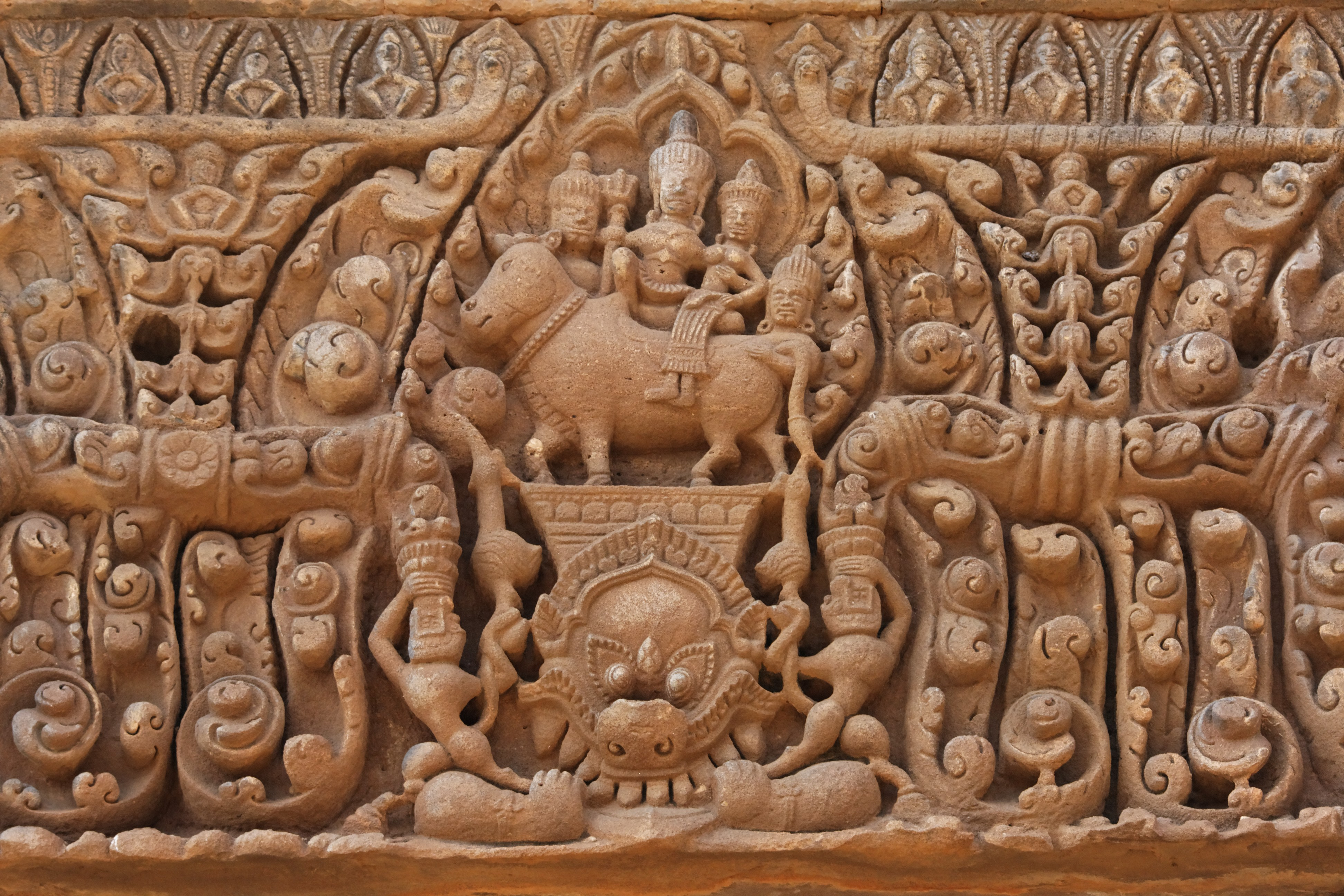
圍牆上的淺浮雕
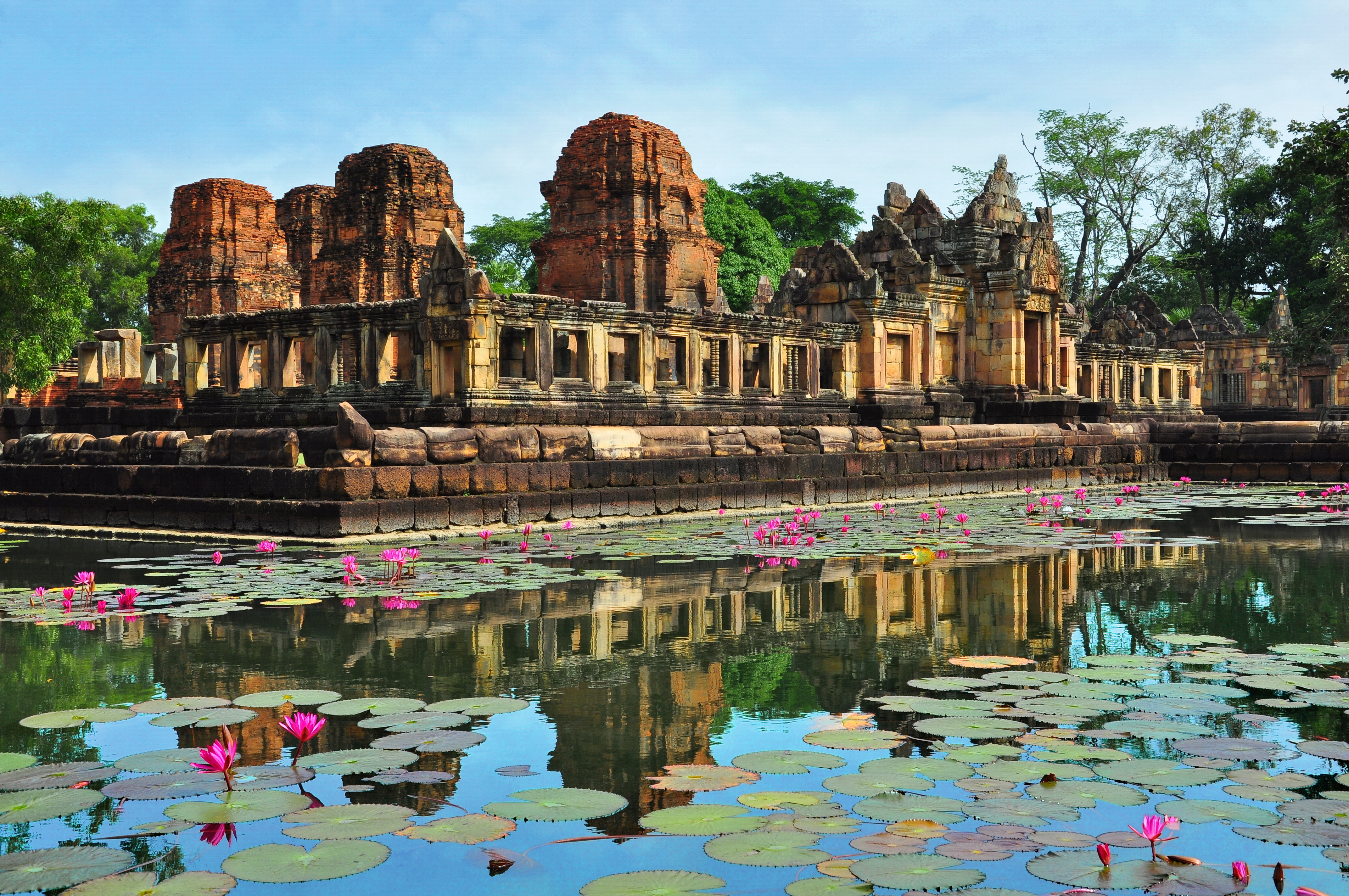
主塔周邊圍繞的水池

## 外部連結
- 泰國觀光局－孟潭寺 （页面存档备份，存于） （英文）